# Helenium donianum
Helenium donianum là một loài thực vật có hoa trong họ Cúc. Loài này được (Hook. & Arn.) Seckt mô tả khoa học đầu tiên năm 1930.